# Dikesskräppa
Dikesskräppa (Rumex conglomeratus) är en växtart i familjen slideväxter. 